# Mfanasibili dello Swaziland
Mfanasabili dello Swaziland (1938 – Manzini, 15 marzo 2016) è stato un principe e politico swazilandese, che era il figlio del principe Makhosikhosi, fratello del re Sobhuza II. Fu ministro del gabinetto durante il regno di Sobhuza II e divenne un potente membro del consiglio di Liqoqo durante la successiva reggenza (1983-1986). Ha orchestrato la rimozione della regina Dzeliwe Shongwe come reggente e nominò al suo posto la regina Ntfombi Tfwala.
Dopo che il principe Makhosetive fu insediato sul trono, Mfanasibili fu giudicato colpevole di "aver sconfitto i fini della giustizia" nelle sue azioni durante la reggenza e fu condannato a sette anni di prigione. Mfanasibili ottenne successivamente la grazia reale.
Al momento della sua morte, il principe Mfanasibili viveva con la moglie e i figli a Manzini, dove prestava servizio nel consiglio comunale della città e svolgeva i suoi compiti per conto della famiglia reale. Era molto attivo nella politica dello Swaziland e i suoi articoli un tempo apparivano settimanalmente sul quotidiano Sunday Times.
Il principe Mfanasibili è morto all'età di 77 anni il 15 marzo 2016.